# Wydawnictwo Alfa
Wydawnictwo Alfa – polskie wydawnictwo założone w 1956 jako Wydawnictwa Normalizacyjne, potem Wydawnictwa Normalizacyjne Alfa, następnie Wydawnictwo Alfa-Wero.
Początkowo oficyna była państwowym wydawcą polskich norm. W okresie urynkowienia gospodarki, na początku lat 80., gdy redaktorem naczelnym był Jerzy Wysokiński, została zmuszona do zarabiania. Przekształciła się wtedy w Wydawnictwa Normalizacyjne Alfa. Firma zaczęła wydawać literaturę popularną, w tym fantastykę. W 1993 wydawnictwo zostało sprywatyzowane i stało się spółką z ograniczoną odpowiedzialnością. W latach 2010–2011 zostało postawione w stan upadłości.
Wydawnictwo miało swoją drukarnię i księgarnię.

## Serie wydawnicze
- „Biblioteka Fantastyki”,
- „Seria z Tukanem”,
- „Dawne Fantazje Naukowe”,
- „Wehikuł czasu”,
- „Rara Avis”,
- „Seria z Bluszczem”,
- „Kamea. Biblioteka Powieści i Romansów”,
- „Seria z Różą”,
- „Horyzont zdarzeń”,
- „Seria z Wachlarzem”.

Źródło: Książki Wydawnictwa Alfa